# Відхідництво
Відхідництво — масовий тимчасовий відхід селян з місць постійного проживання на заробітки в райони розвиненої промисловості та сільського господарства, а також за кордон, де є сезонний попит на робочі руки. Селян, що залишали тимчасово село, називали відхі́дниками.
Промислове відхідництво було відоме в Україні ще в 16 ст. Мало місце в 17–18 ст. у зв'язку з посиленням феодальної експлуатації та зародженням товарно-грошових відносин. Масового характеру набуло за доби капіталізму. Основою для відхідництва в Україні у 19 ст. стало безземелля та малоземелля селян, зростаюча потреба в грошах, обмежені можливості отримання заробітків на місці. Відхідництво було засобом додаткового, а інколи єдиного прибутку господарства, сприяло швидшому втягненню селянства в ринкові відносини та прискорювало його розшарування. Серед відхідників склалося багато приказок, що характеризували значення цього промислу в їхньому житті (наприклад, «соха годує, сокира одягає», «соха годує, а податки на стороні», «соха годує, ремесло поїть, промисли одягають»). Уже наприкінці 50-х рр. 19 ст. в Україні повітовими казначействами зафіксовано близько 200 тис. осіб заробітчан-відхідників. Переважну більшість їх становили вихідці з Полтавщини та Харківщини.
Селянська реформа 1861 викликала різке зростання міграційних процесів. Зокрема, небувалого розмаху набуло землеробське відхідництво. Протягом 1861—1900 в українських губерніях (без південних, які якраз були місцем відходу на заробітки) число проданих відпускних квитків і паспортів збільшилося з 874,4 тис. до 9751 тис., або більше ніж в 11 разів. Лише 1891 із сіл Київської губернії відійшло на заробітки 191,5 тис. осіб, Полтавської — 173, Харківської — 157,3, Чернігівської — 134,1, Подільської — 108,3 тис. Деякого поширення відхідництво набуло серед незаможних прошарків селян півд. України. Загальна ж кількість відхідників, зайнятих на сезонних і поденних роботах у поміщицьких економіях та куркульських господарствах, наприкінці 19 ст. досягла 1,7–1,8 млн осіб. Невелика частина їх приходила з Росії. Вони склали армію с.-г. робітників, які знаходили роботу в півд. губерніях України, де швидше розвивалося товарне сільське господарство і постійно відчувалася потреба у вільних робочих руках. Тут склалися основні ринки найму робітників. З відхідників формувалися також промислові робітники.
З появою кадрових робітників наприкінці 19 — поч. 20 ст. неземлеробське відхідництво скорочується. Однак тоді ж спостерігався потужний відтік селян із західно-українських земель до Німеччини, Румунії, Росії, Данії, Італії тощо. Так, з Галичини до Німеччини протягом 1907–11 виїхало бл. 300 тис. селян-відхідників, швидко зростав еміграційний потік. Відхідництво мало місце в Україні також в роки радянської влади.